# Велика Інга
Велика Інга́ (рос. Большая Инга) — присілок у складі Сюмсинського району Удмуртії, Росія.
Населення — 11 осіб (2010; 11 в 2002).
Національний склад (2002):
- росіяни — 55 %
- удмурти — 36 %

## Урбаноніми[3]
- вулиці — Інгинська